# Kajsa Vickhoff Lie
Kajsa Vickhoff Lie, född 20 juni 1998, är en norsk utförsåkare som representerar Baerums SK.
Hon tävlar i fartgrenarna super-G och störtlopp.

## Karriär

### Världscup
Hon debuterade i Världscupen i januari 2017 vid tävlingar i Garmisch-Partenkirchen.
Hennes främsta placering är 30:e plats i störtlopp i Lake Louise 2017.

### Kontinentalcuper

#### Europacupen
Hon debuterade i Europacupen i november 2013 vid tävlingar i Trysil.
Hennes främsta placering är vinst i störtlopp i Kvitfjell 2017.
| Säsong | Plats     | Disciplin | Placering | Detaljer |
| ------ | --------- | --------- | --------- | -------- |
| 2017   | Kvitfjell | Störtlopp | 1         | Resultat |

#### Nor-Am Cup
Hon debuterade i Nor-Am Cup i november 2018 vid tävlingar i Loveland Ski Area Valley.
Hennes främsta placering är en 33:e plats i storslalom i Cooper Mountain.

### Världsmästerskap

#### Juniorvärldsmästerskap
| Säsong | Plats | Disciplin         | Placering | Detaljer |
| ------ | ----- | ----------------- | --------- | -------- |
| 2016   | Åre   | Störtlopp         | DNS1      | Resultat |
| 2016   | Åre   | Alpin kombination | DNF1      | Resultat |
| 2016   | Åre   | Storslalom        | DNF2      | Resultat |
| 2016   | Åre   | Slalom            | DNF1      | Resultat |
| 2017   | Sochi | Störtlopp         | 12        | Resultat |
| 2017   | Sochi | Super-G           | DNF1      | Resultat |
| 2017   | Sochi | Alpin kombination | DNF2      | Resultat |
| 2017   | Sochi | Storslalom        | 41        | Resultat |

### Nationella mästerskap

#### Norska seniormästerskap
| Säsong | Plats  | Disciplin         | Placering | Detaljer |
| ------ | ------ | ----------------- | --------- | -------- |
| 2016   | Oppdal | Störtlopp         | 2         | Resultat |
| 2016   | Oppdal | Super-G           | 3         | Resultat |
| 2016   | Oppdal | Alpin kombination | 3         | Resultat |

#### Norska juniormästerskap
| Säsong | Plats   | Disciplin         | Placering | Detaljer |
| ------ | ------- | ----------------- | --------- | -------- |
| 2015   | Hafjell | Alpin kombination | 1         | Resultat |
| 2015   | Hovden  | Storslalom        | 1         | Resultat |